# Homberg (Efze)
Homberg é um município da Alemanha, situado no distrito de Schwalm-Eder, no estado de Hesse. Tem 99,99 km² de área, e sua população em 2019 foi estimada em 14.001 habitantes.